# Fluoresceína (uso médico)

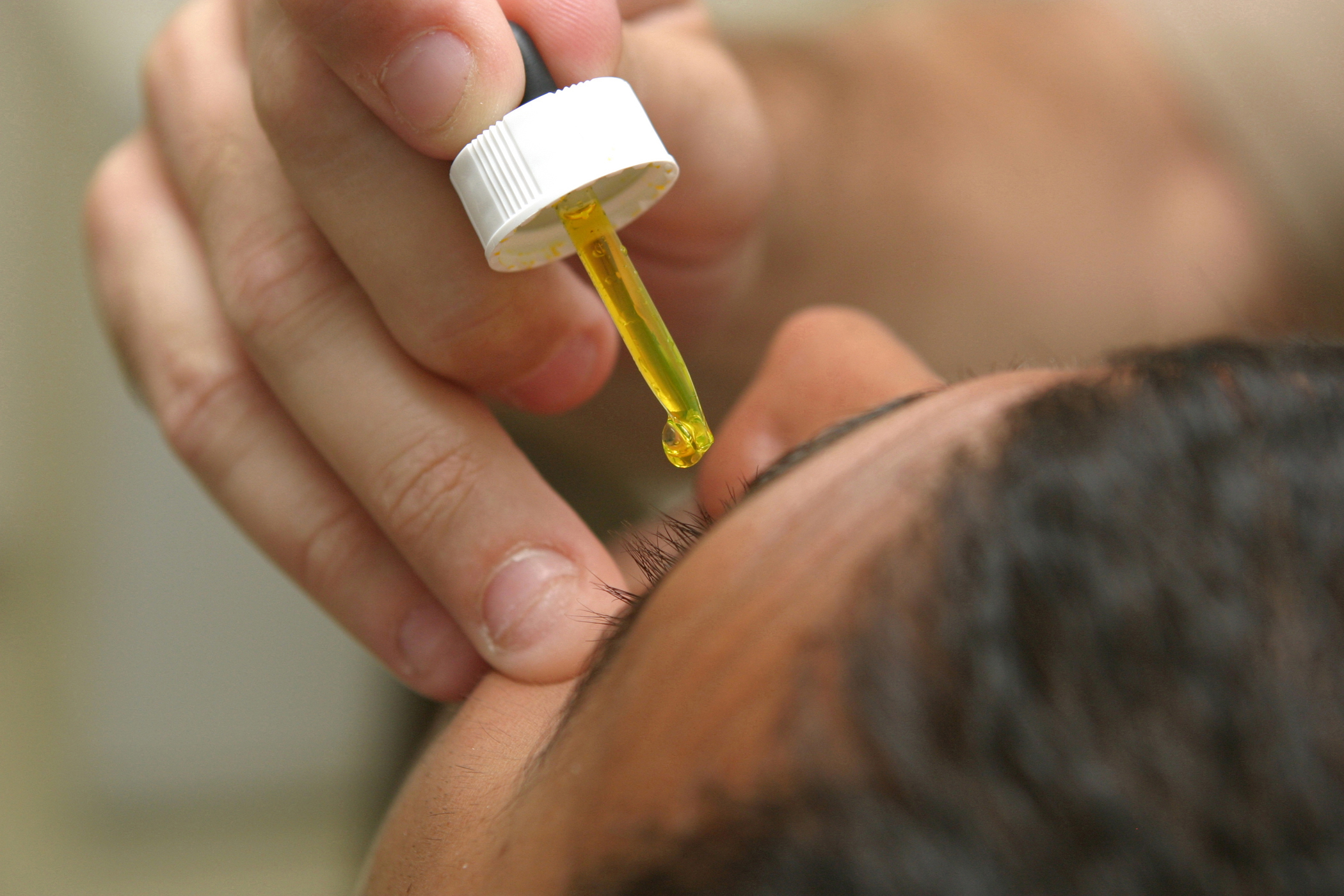
Aplicação de Fluoresceína na região ocular

Fluoresceína é utilizado para ajudar no diagnóstico de uma série de problemas oculares. Quando aplicado com colírio ou dentro de uma tira de papel para a superfície do olho é usado para ajudar a detectar lesões oculares, tais como corpos estranhos e abrasões da córnea. Quando administrado por via oral ou injecção em uma veia, ele é usado para ajudar a avaliar os vasos sanguíneos no fundo do olho durante a angiografia com fluoresceína.
Quando aplicado na superfície do olho os efeitos secundários podem incluir um breve período de visão embaçada e descoloração de lentes de contacto. Quando utilizado por via oral ou por injecção os efeitos secundários podem incluir dores de cabeça, náuseas, e uma alteração na cor da pele por um breve período de tempo. Reacções alérgicas podem ocorrer raramente. Fluoresceína é um corante que é assimilado pela córnea danificada, sendo que a área verde aparece em azul cobalto luz. Há também uma versão que vem pré-misturada com lidocaína.
A fluoresceína foi feita pela primeira vez em 1871. Faz parte da Lista de Medicamentos Essenciais da Organização Mundial de Saúde, uma lista dos mais eficazes e seguros medicamentos que são necessários em um sistema de saúde. O custo no mundo em desenvolvimento é de cerca de 12.25 dólares por 5 ml frasco. No Reino Unido, em dose única, os custos do SNS cerca de 0,43 libras. Também não é muito mais caro nos Estados Unidos.